# Ștefan Luchian

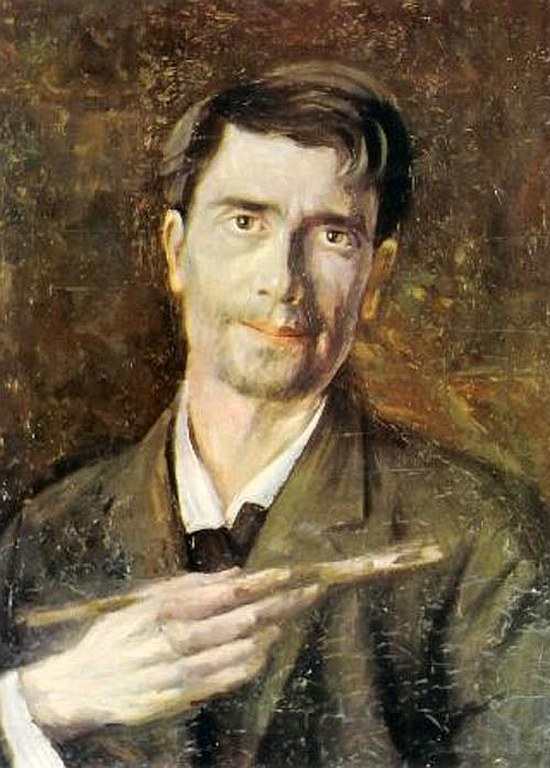
Ștefan Luchian (Selbstporträt, betitelt Un zugrav, 1907)

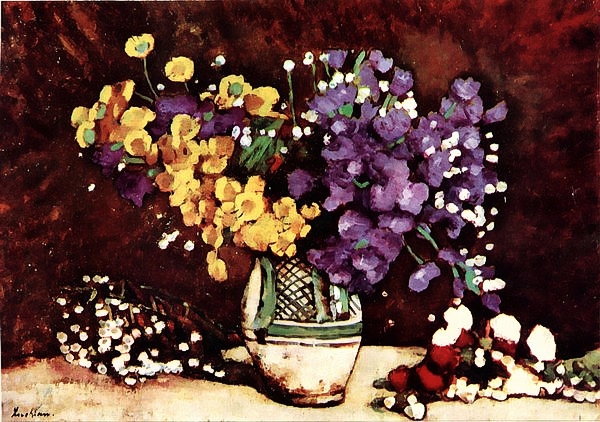
Stillleben, Brukenthal-Museum

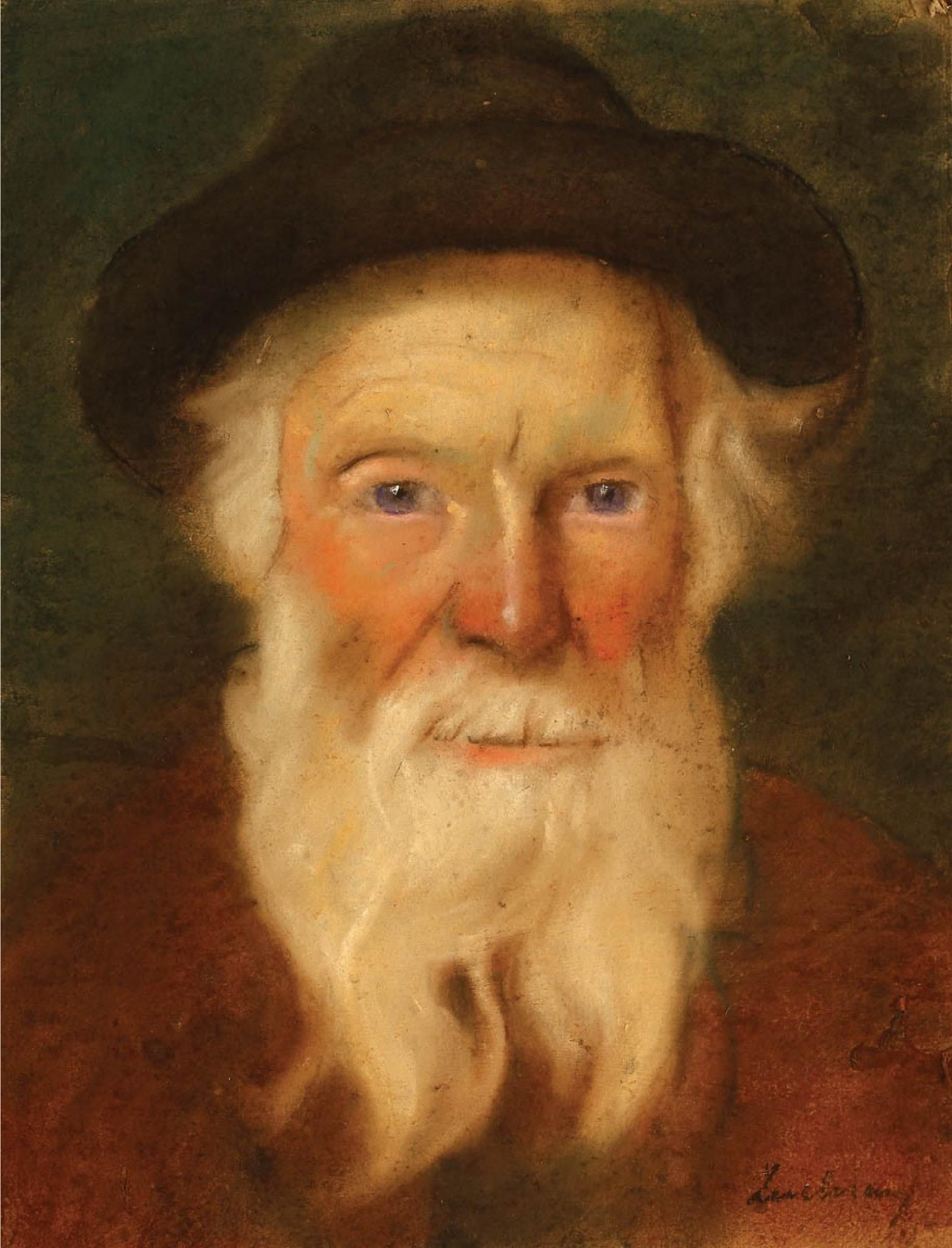
Evreul, 1902

Ștefan Luchian (* 1. Februar 1868 in Ștefănești; † 27. Juni 1916 in Bukarest) war ein rumänischer Maler.
Der Sohn des Majors Dumitru Luchian kam mit seiner Familie 1873 nach Bukarest. Hier besuchte er ab 1879 das Gymnasium und ab 1885 die Școala de belle arte. Zur gleichen Zeit begann er ein Flötenstudium am Konservatorium der Stadt. Ab 1889 studierte er an der Akademie der Bildenden Künste München bei Johann Caspar Herterich. Von 1891 bis 1893 hielt er sich in Paris auf, wo er an der Académie Julian Schüler von William Adolphe Bouguereau und Tony Robert-Fleury war.
Luchians erstes bekanntes Bild, ein kleines Ölgemälde, stammt aus dem Jahr 1884. Eine erste Ausstellung seiner Bilder fand 1890 im Bukarester Cercul artistic statt. Nach seiner Rückkehr aus Paris beteiligte er sich erneut mit mehreren Gemälden an einer Ausstellung des Cercul artistic. Im Folgejahr war er Mitglied der Jury der Expoziția anuală a artiștilor în viață („Jahresausstellung lebender Künstler“), die zum ersten Mal seit vierzehn Jahren wieder stattfand und bei der er mit acht eigenen Gemälden vertreten war. Daneben veranstaltete er in einem Atelier in Bukarest gemeinsame Ausstellungen mit Titus Alexandrescu (1894) und Constantin Artachino (1895).
1897 unterzeichnete er gemeinsam mit Artachino und C. Pascali einen Vertrag über die Ausmalung der Kathedrale von Alexandria, gemeinsam mit Artachino einen weiteren Vertrag über die Ausmalung der Kathedrale von Tulcea. Anfang 1898 war er an der Eröffnungsausstellung der Künstlergesellschaft Ileana mit 21 Gemälden beteiligt. Zwischen Mai und September des Jahres realisierte er die Ausmalung der Kathedrale von Alexandria.
Ende des Jahres erkrankte Luchian schwer, es war der erste Ausbruch einer Rückenmarksinfektion, die letztlich zu seinem frühen Tode führte. Im Mai und Juni 1899 malte er die Kathedrale von Tulcea aus. Im gleichen Jahr beteiligte er sich erneut an der Expoziția anuală a artiștilor în viață. Zwei seiner Werke wurden für die Weltausstellung 1900 in Paris ausgewählt und bei der Exposition Décennale des Beaux Arts gezeigt.
1900 erschien die erste Ausgabe der Revista literară și artistică „Ileana“, für deren künstlerischen Teil Luchian verantwortlich war. 1901 vollendete er die Ausmalung der Brezoianu-Kirche in Bukarest. Im Mai des Jahres beteiligte er sich erstmals mit elf Werken an einer Gemälde- und Plastikausstellung im Bukarester Ateneu. Ende 1901 wurde er schwer krank und gelähmt in des Pantelimon-Hospital in Bukarest eingeliefert, das er erst mit März des folgenden Jahres verlassen konnte.
1903 gehörte Luchian zu den Teilnehmern der internationalen Kunstausstellung in Athen, im Folgejahr hatte er zwei Personalausstellungen im Ateneu. 1905 wurde in der Dauerausstellung des Hamburger Kunstvereins sein Gemälde Crizanteme gezeigt. Regelmäßig war er bei den Ausstellungen der Tinerimea artistică („Künstlerische Jugend“) vertreten. Weitere Personalausstellungen im Ateneu fanden 1907, 1908, 1910 und 1914 statt.
1909 wurde Luchian mit der Medalia Bene Merenti Erster Klasse ausgezeichnet. Bei der Eröffnung des Simu-Museums 1910 wurden zwölf seiner Werke gezeigt. 1911 hatte sich sein Gesundheitszustand so verschlechtert, dass er in das Dr.-Margaritarescu-Sanatorium eingeliefert wurde. Um 1913 entstanden seine letzten Werke. Gerüchte, er lasse jemanden unter seinem Namen weiter malen, brachten ihm eine Anklage wegen Betruges ein.
Sein Leben war Gegenstand des Filmes Der Maler Stefan Luchian (Ștefan Luchian), den der Regisseur Nicolae Mărgineanu mit Ion Caramitru in der Hauptrolle 1981 drehte.

## Werke
- Un convoi la Plevna, 1892
- La malul mării, 1892
- La Auteuil, 1892
- Ultima cursă de toamnă, 1892
- Efect de lună
- Mănăstirea Tismana, 1895
- Safta Florăreasa, 1901
- Soldat atacînd, um 1901
- Portocale și Garoafe, 1905
- Vas cu Trandafiri, 1906
- Spălătoreasa, 1906–1907
- Anemone, 1908
- De la Bariera Filantropiei
- Crizanteme
- Lica cu Portocală, 1912
- Interior